# William Jidayi
William Jidayi (Ravenna, 9 agosto 1984) è un ex calciatore italiano, di ruolo difensore o centrocampista.

## Biografia
Di padre nigeriano e madre italiana, ha un fratello di nome Christian, anch'egli calciatore.

## Carriera
Comincia in Serie D con Ravenna e Russi. Dopo aver militato per qualche anno tra Prima Divisione e Seconda Divisione nel 2008 approda in Serie B con il Sassuolo. Dopo una breve parentesi con il Padova in Prima Divisione nella stagione 2009-2010 ritorna in Serie B.
Juve Stabia
Il 10 luglio 2012 viene ufficializzato il suo passaggio alla Juve Stabia in Serie B, firmando un biennale.
Cittadella
Il 28 gennaio 2014 torna in Veneto firmando un contratto con il Cittadella sempre in Serie B, mentre a fine stagione fa il suo ritorno a Castellammare di Stabia per disputare l'inedita Lega Pro 2014-2015.
Avellino
Il 1º agosto 2015 firma un contratto biennale con l'Avellino, facendo così ritorno in Serie B.
In occasione della prima gara ufficiale stagionale dei biancoverdi, in Coppa Italia contro la Casertana, fa il suo esordio con la compagine irpina. Realizza la sua prima rete in biancoverde il 12 settembre alla seconda giornata di Serie B contro il Modena. Realizza la sua prima marcatura nella Serie B 2016-2017 al 18º minuto del derby Avellino-Salernitana.
Pro Vercelli
L'8 agosto 2017 passa a titolo definitivo alla Pro Vercelli.

## Statistiche

### Presenze e reti nei club
| Stagione           | Squadra            | Campionato         | Campionato | Campionato | Coppe nazionali | Coppe nazionali | Coppe nazionali | Coppe continentali | Coppe continentali | Coppe continentali | Altre coppe | Altre coppe | Altre coppe | Totale | Totale |
| Stagione           | Squadra            | Comp               | Pres       | Reti       | Comp            | Pres            | Reti            | Comp               | Pres               | Reti               | Comp        | Pres        | Reti        | Pres   | Reti   |
| ------------------ | ------------------ | ------------------ | ---------- | ---------- | --------------- | --------------- | --------------- | ------------------ | ------------------ | ------------------ | ----------- | ----------- | ----------- | ------ | ------ |
| 2001-2002          | Ravenna            | Ecc.               | 9          | 0          | -               | -               | -               | -                  | -                  | -                  | -           | -           | -           | 9      | 0      |
| 2002-2003          | Ravenna            | D                  | 14         | 0          | CI-D            | ?               | ?               | -                  | -                  | -                  | -           | -           | -           | 14     | 0      |
| 2003-2004          | Russi              | D                  | 34         | 2          | CI-D            | ?               | ?               | -                  | -                  | -                  | -           | -           | -           | 34     | 2      |
| 2004-2005          | Ravenna            | C2                 | 7          | 0          | CI-C            | ?               | ?               | -                  | -                  | -                  | -           | -           | -           | 7      | 0      |
| gen.-giu. 2005     | Melfi              | C2                 | 7          | 0          | CI-C            | ?               | ?               | -                  | -                  | -                  | -           | -           | -           | 7      | 0      |
| 2005-2006          | Castel San Pietro  | C2                 | 33         | 2          | CI-C            | ?               | ?               | -                  | -                  | -                  | -           | -           | -           | 33     | 2      |
| 2006-2007          | Sassuolo           | C1                 | 30         | 0          | CI+CI-C         | 1+0             | 0               | -                  | -                  | -                  | -           | -           | -           | 31     | 0      |
| 2007-2008          | Sassuolo           | C1                 | 23         | 2          | CI-C            | 5               | 1               | -                  | -                  | -                  | SdL-1D      | 0           | 0           | 28     | 3      |
| 2008-gen. 2009     | Sassuolo           | B                  | 2          | 0          | CI              | 3               | 0               | -                  | -                  | -                  | -           | -           | -           | 5      | 0      |
| Totale Sassuolo    | Totale Sassuolo    | Totale Sassuolo    | 55         | 2          |                 | 9               | 1               |                    | -                  | -                  |             | 0           | 0           | 64     | 3      |
| gen.-giu. 2009     | Padova             | 1D                 | 14+3       | 2          | CI+CI-LP        | -               | -               | -                  | -                  | -                  | -           | -           | -           | 17     | 2      |
| 2009-2010          | Padova             | B                  | 29+2       | 3          | CI              | 1               | 0               | -                  | -                  | -                  | -           | -           | -           | 32     | 3      |
| 2010-2011          | Padova             | B                  | 28         | 0          | CI              | 2               | 0               | -                  | -                  | -                  | -           | -           | -           | 30     | 0      |
| 2011-2012          | Padova             | B                  | 11         | 0          | CI              | 0               | 0               | -                  | -                  | -                  | -           | -           | -           | 11     | 0      |
| Totale Padova      | Totale Padova      | Totale Padova      | 82+5       | 5          |                 | 3               | 0               |                    | -                  | -                  |             | -           | -           | 90     | 5      |
| 2012-2013          | Juve Stabia        | B                  | 19         | 1          | CI              | 3               | 0               | -                  | -                  | -                  | -           | -           | -           | 22     | 1      |
| 2013-gen. 2014     | Juve Stabia        | B                  | 13         | 0          | CI              | 2               | 0               | -                  | -                  | -                  | -           | -           | -           | 15     | 0      |
| gen.-giu. 2014     | Cittadella         | B                  | 13         | 0          | CI              | -               | -               | -                  | -                  | -                  | -           | -           | -           | 13     | 0      |
| 2014-2015          | Juve Stabia        | LP                 | 32+1       | 2          | CI+CI-LP        | 2+1             | 1+0             | -                  | -                  | -                  | -           | -           | -           | 36     | 3      |
| Totale Juve Stabia | Totale Juve Stabia | Totale Juve Stabia | 64+1       | 3          |                 | 8               | 1               |                    | -                  | -                  |             | -           | -           | 73     | 4      |
| 2015-2016          | Avellino           | B                  | 35         | 2          | CI              | 2               | 0               | -                  | -                  | -                  | -           | -           | -           | 37     | 2      |
| 2016-2017          | Avellino           | B                  | 27         | 1          | CI              | 0               | 0               | -                  | -                  | -                  | -           | -           | -           | 27     | 1      |
| Totale Avellino    | Totale Avellino    | Totale Avellino    | 62         | 3          |                 | 2               | 0               |                    | -                  | -                  |             | 0           | 0           | 64     | 3      |
| 2017-2018          | Pro Vercelli       | B                  | 7          | 0          | CI              | 0               | 0               | -                  | -                  | -                  | -           | -           | -           | 0      | 0      |
| 2018-2019          | Ravenna            | C                  | 32+2       | 0          | CI-C            | 2               | 0               | -                  | -                  | -                  | -           | -           | -           | 36     | 0      |
| 2019-2020          | Ravenna            | C                  | 20+1       | 0          | CI-C+ CI        | 1+2             | 0               | -                  | -                  | -                  | -           | -           | -           | 24     | 0      |
| 2020-2021          | Ravenna            | C                  | 22         | 0          | -               | -               | -               | -                  | -                  | -                  | -           | -           | -           | 22     | 0      |
| Totale Ravenna     | Totale Ravenna     | Totale Ravenna     | 104+3      | 0          |                 | 5               | 0               |                    | -                  | -                  |             | -           | -           | 112    | 0      |
| Totale carriera    | Totale carriera    | Totale carriera    | 470        | 17         |                 | 27              | 2               |                    | -                  | -                  |             | 0           | 0           | 497    | 19     |

## Palmarès

### Club

#### Competizioni regionali
- Eccellenza: 1

Ravenna: 2001-2002

#### Competizioni nazionali
- Serie D: 1

Ravenna: 2002-2003
- Serie C1: 1

Sassuolo: 2007-2008
- Supercoppa di Lega di Serie C1: 1

Sassuolo: 2008